# Benedito Sá
Benedito de Carvalho Sá, mais conhecido pelo hipocorístico de B. Sá, (Oeiras, 27 de dezembro de 1946) é um médico e político brasileiro, prefeito de sua cidade natal por duas vezes e deputado federal pelo Piauí por quatro mandatos consecutivos.

## Biografia
Filho de Raimundo Nogueira de Sá e Elizabeth de Carvalho Sá. Formado em Medicina pela Universidade Federal de Pernambuco com especialização em Neurologia pela Universidade Federal do Rio de Janeiro sendo professor titular desta cadeira na Universidade Federal do Piauí.

## Trajetória política
Adversário de Juarez Tapety em Oeiras, foi eleito prefeito do município pelo PMDB em 1982 e manteve seu grupo político em evidência ao vencer as eleições disputadas ao longo da década em convivência com o grupo de Luciano Nunes. Em face de seu apoio a Alberto Silva nas eleições para governador de 1982 e 1986, disputou a presidência da Associação Piauiense de Municípios em 1987 sendo derrotado pelo prefeito de São Miguel do Tapuio José Lincoln Sobral Matos, candidato do PFL. No fim do seu mandato como prefeito de Oeiras foi nomeado secretário municipal de Saúde de Teresina pelo prefeito Heráclito Fortes e nas eleições presidenciais de 1989 foi um dos poucos peemedebistas de vulto que permaneceram fiéis à candidatura de Ulysses Guimarães no Piauí.
Impossibilitado de continuar no PMDB fez opção pelo PDS e foi eleito deputado federal em 1990 ingressando no PTR no curso de seu primeiro mandato e como sua nova agremiação partidária se fundiu ao PST em 1993 para formar o Partido Progressista, foi reeleito pelo PP em 1994, mesmo ano em que teria recusado um convite para ser candidato a vice-governador na chapa de Mão Santa. Extinta a sua legenda ingressou no PSDB no início do governo Fernando Henrique Cardoso e foi reeleito em 1998 e 2002.
Disposto a retomar o controle político de Oeiras foi candidato a prefeito da cidade no ano 2000, intento frustrado ante sua derrota para José Nogueira Tapety Neto, prefeito reeleito pelo PMDB. Com a posse de Luiz Inácio Lula da Silva passou da oposição à base governista filiando-se ao PPS por um breve período e a seguir optando pelo PSB.
Alvo de um processo de perda de mandato aberto pela Corregedoria-Geral da Câmara dos Deputados sob a acusação de quebra do decoro parlamentar ao exigir contrapartida financeira de uma construtora alegou inocência e se disse vítima do corregedor Ciro Nogueira, apontado por Sá como interessado em seus colégios eleitorais, acusação esta que foi rechaçada. Ainda que o processo não tenha sido julgado por exiguidade de tempo o caso repercutiu nos meios políticos e B. Sá ficou na primeira suplência de deputado federal na coligação que reelegeu o governador Wellington Dias em 2006, que o nomeou para o cargo de assessor especial do governo do Piauí. Contudo, Benedito Sá chegou a exercer o mandato na condição de suplente convocado após a nomeação de Antônio José Medeiros para a Secretaria de Educação até que em 2008 foi eleito prefeito de Oeiras, cargo do qual foi afastado após decisão do Tribunal Superior Eleitoral em 2010. No quarto governo Wellington Dias foi coordenador de Fomento a Irrigação.
Pai de Lukano Araújo Costa Reis Sá (Lukano Sá), eleito prefeito de Oeiras em 2012, e de Bessah Araújo Costa Reis Sá (B. Sá Filho), deputado estadual pelo Piauí.